# Anka Makovec
Anka Makovec (3 de agosto de 1938 - 16 de fevereiro de 2017) foi uma artista e activista ambiental eslovena-australiana.

## Biografia
Makovec nasceu a 3 de agosto de 1938 em Ročinj, na Eslovénia. Ela emigrou para a Austrália quando tinha 24 anos. Makovec frequentou aulas de arte e oficinas na Tasmânia e é mais conhecida pelas suas aquarelas.

## Activismo Ambiental
Durante o seu tempo na Tasmânia, Makovec viveu com os aborígenes australianos. Na década de 1980 tornou-se activista ambiental e juntou-se ao United Tasmania Group na sua oposição às centrais hidroeléctricas na selva. Ela era membro da Tasmanian Wilderness Society num momento em que esse grupo se opunha à proposta Franklin Dam no rio Gordon, na Tasmânia, Austrália. Ela foi agredida no cais de Strahan em 1983 por activistas pró-barragem na época em que a construção da barragem foi interrompida.
Makovec faleceu a 16 de fevereiro de 2017 em Devonport, Tasmânia, aos 78 anos.
O activismo ambiental de Makovec é tema do documentário "Anka Tasmanka".